# Cifras elzevirianas

Los números elzevirianos de la tipografía Hoefler Text:
・ El 0, 1 y 2 tienen la altura de la x
・ El 3, 4, 5, 7 y 9 son de asta descendente
・ El 6 y 8 son de asta ascendente

Las cifras elzevirianas (por la familia de impresores holandesa que las popularizó, los Elzevir) son números que han sido diseñados con diferentes alturas en el texto, pudiendo ser algunas de asta ascendente o descendente, y algunas con la que se denomina «altura de la x», es decir, el tamaño que ocupa una x dentro de un diseño tipográfico. 
El fin de las cifras elzevirianas es no romper la armonía en la textura de un cuerpo de texto (también llamado texto base o corrido), como sí ocurre en cambio con su opuesto, las cifras de titulación o modernas, que ocupan el mismo tamaño que una letra mayúscula, por ejemplo: A1B2C3. De manera que tienen el mismo cometido que las versalitas con las letras mayúsculas en un texto corrido bien editado. 

## Otros nombres
Las cifras elzevirianas también son conocidas como: cifras minúsculas, de caja baja, de estilo antiguo, «no alineadas», colgantes, suspendidas, oscilantes, antiguas o de facturación.

## Historia

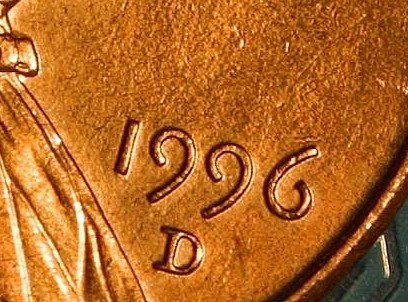
Los seis ascendentes y los nueves descendentes se acuñaron en la moneda de 1 centavo de Estados Unidos de 1996.

Como implica el nombre de «números medievales», han estado en uso desde la Edad Media, cuando los números arábigos llegaron a Europa durante el siglo XII, donde progresivamente acabaron por sustituir a los números romanos.
Las cifras modernas o titulares (1, 2, 3, ...) surgieron a partir de un fenómeno de clase media de los letreros escritos a mano por los comerciantes. Fueron introducidos a la tipografía europea en 1788, cuando el británico Richard Austin fabricó la fuente Bell, diseñada para el editor John Bell, que incluía cifras de tres cuartos de altura. Fueron retomadas más tarde por los diseñadores tipográficos del siglo XIX, logrando desplazar en gran medida a las cifras elzevirianas, especialmente en la prensa y la publicidad. Durante el período de transición de cifras antiguas o elzevirianas a modernas, una justificación para el antiguo sistema era que las diferencias de altura ayudaban a distinguir números similares, mientras que una justificación para las cifras modernas era que eran más legibles (por ser más grandes) y se veían mejor por dotar a todas las cifras de la misma altura. Curiosamente, como han señalado varios escritores posteriores, el impresor Thomas Curson Hansard en su histórico libro de texto sobre la impresión Typographia describe la nueva moda como «absurda», pero el libro se imprimió con cifras modernas y con tipos de letra de estilo didón, el cual también criticó en todo momento.
Las cifras elzevirianas prácticamente desaparecieron con el advenimiento de la fotocomposición en los años 1960, y las primeras tecnologías digitales con juegos de caracteres limitados y sin soporte para caracteres alternativos. Walter Tracy señaló que los fabricantes de fotocomposición evitaban las cifras elzevirianas ya que (al no tener la misma altura) no podían miniaturizarse para formar números de fracción, lo que requería un conjunto adicional de caracteres de fracción. Las cifras elzevirianas reaparecieron cuando el progreso tecnológico lo permitió, gracias a sistemas de composición digital más avanzados.
Las fuentes digitales profesionales modernas se encuentran casi universalmente en una u otra variante del formato OpenType y codifican cifras tanto antiguas como modernas como caracteres alternativos de OpenType. Las cifras elzevirianas no se codifican por separado en Unicode, porque no se consideran caracteres separados de las figuras de línea, solo una forma diferente de escribir los mismos caracteres. Las primeras fuentes OpenType de Adobe usaban el Private Use Area para conjuntos de números no predeterminados, pero las más recientes solo usan funciones OpenType.

## Diseño

También llamados números minúsculas o mayúsculas, a imitación de las letras.

El posicionamiento de los números elzevirianos varía a imitación de las letras minúsculas. En el esquema más común, 0, 1 y 2 respetan la altura de la x, es decir, carecen de ascendentes o descendentes; 6 y 8 son ascendentes; y 3, 4, 5, 7 y 9 son descendientes. Existen otros esquemas; por ejemplo, los tipos fabricados por la familia Didot de punzonadores y tipógrafos en Francia entre finales del siglo XVIII y principios del XIX generalmente tenían un 3 y un 5 ascendentes, una forma conservada en algunos tipos de letra franceses posteriores. Pero dependiendo de la tipografía, el esquema puede variar. A veces, aunque no siempre, el énfasis del 0 se diferencia de una letra o de alguna manera con ascendentes o descendientes.
La composición tipográfica de alta calidad generalmente prefiere que las cifras de un texto base sean elzevirianas porque se integran mejor con letras minúsculas y mayúsculas versalitas. Las cifras de titulación o modernas se usan en composiciones basadas en mayúsculas, y pueden funcionar mejor en tablas y hojas de cálculo.
Aunque muchas fuentes tradicionales incluyen un conjunto completo de cada tipo de números, las primeras fuentes digitales (excepto las que usaban los impresores profesionales) incluían solo uno u otro. Las fuentes OpenType modernas generalmente incluyen ambas, y pueden cambiar a través de las etiquetas de características lnum y onum. Son pocas las fuentes digitales que por defecto usan cifras elzevirianas, entre las cuales encontramos Candara, Constantia, Corbel, Hoefler Text, Georgia, Junicode, algunas variaciones de Garamond (como EB Garamond, de código abierto) y FF Scala. Palatino y su clon FPL Neu admiten ambas tipologías de cifras.